# Region Zachodni (Kamerun)

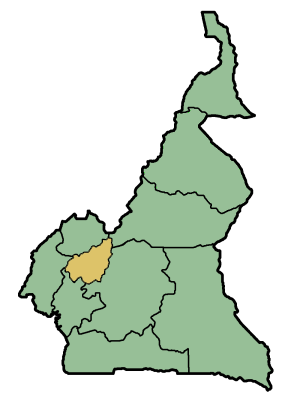
Położenie Regionu Zachodniego na mapie Kamerunu

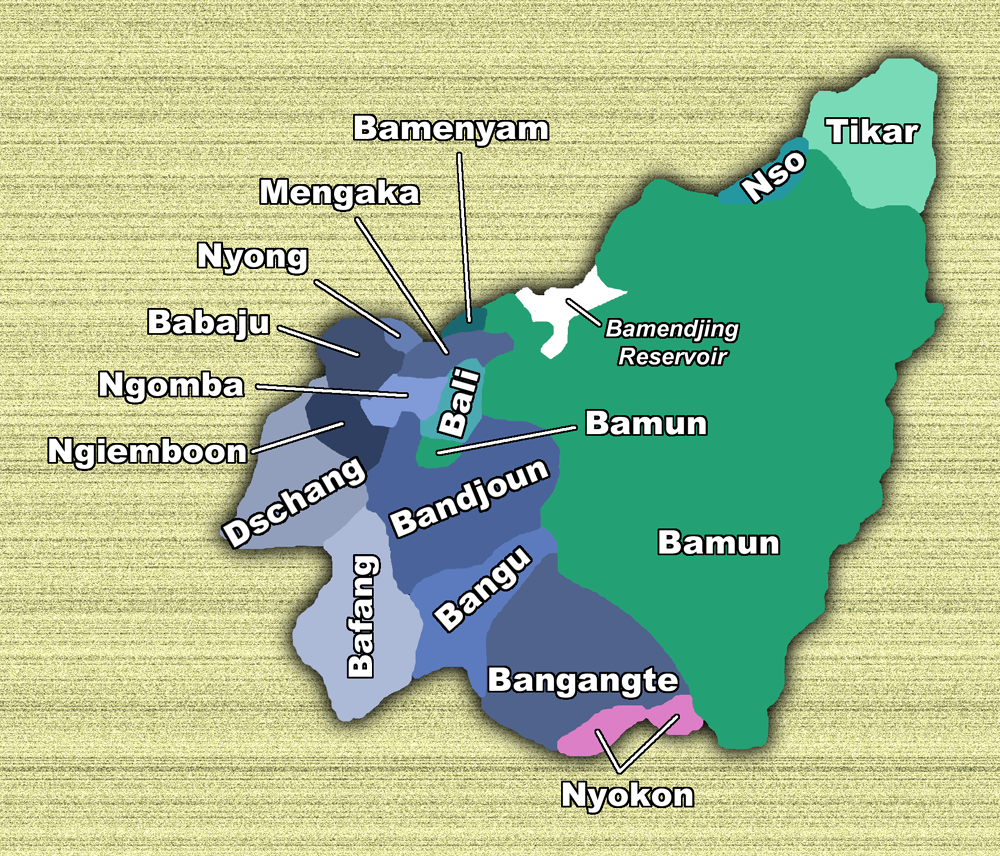
Rozmieszczenie poszczególnych grup etnicznych na terenie regionu

Region Zachodni (ang. West Region, fr. Région du Ouest) – region Kamerunu. Jego stolica to Bafoussam. Obszar 13 872 km² zamieszkuje około 1 339 tys. ludzi (1987). 

## Gospodarka

### Transport
Niewielką powierzchnię regionu pokrywa gęsta sieć, przeważnie utwardzonych, dróg. Droga nr 4 prowadzi do Jaunde. Droga nr 5 wiedzie z Békoko do Bandjoun. Droga nr 6 prowadzi z Ekok, Mamfe i Bamenda w Regionie Północno-Zachodnim przez Mbouda i Foumban do Banyo w regionie Adamawa. 
W regionie funkcjonują lotniska w Bafoussam, Koutaba i Dschang.

## Administracja i warunki społeczne

### Administracja lokalna

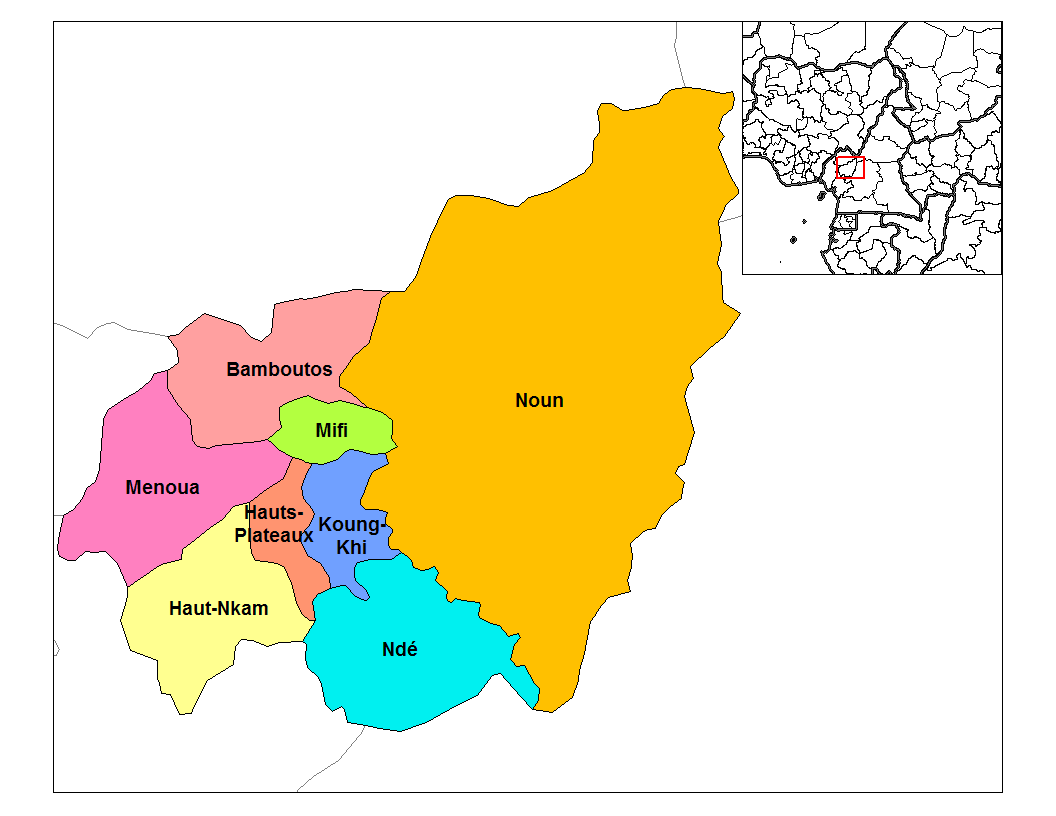
Departamenty Regionu Zachodniego

Region jest podzielony na osiem departamentów: Bamboutos ze stolicą w Mbouda, Haut-Nkam ze stolicą w Bafang, Hauts-Plateaux ze stolicą w Baham, Koung-Khi ze stolicą w Bandjoun, Menoua ze stolicą w Dschang, Mifi ze stolicą w Bafoussam, Ndé ze stolicą w Bangangté i Noun ze stolicą w Foumban. Na czele regionu stoi mianowany przez prezydenta gubernator. Na czele departamentu stoi, także mianowany przez prezydenta, prefekt.